# IAI 1125
Die IAI 1125 Astra ist ein zweistrahliges Geschäftsreiseflugzeug des israelischen Herstellers Israel Aerospace Industries. Sie ist die Nachfolgerin der Rockwell Jet Commander, die seit 1968 von IAI in Lizenz gebaut wurde, und der IAI 1124 Westwind. Seit 2002 trägt sie die Bezeichnung Gulfstream G100. Die Astra wurde in den 1990er Jahren zur Galaxy (heute Gulfstream G200) weiterentwickelt.

## Geschichte
In den frühen 1980er Jahren begann Israel Aircraft Industries mit der Überarbeitung der IAI 1124 Westwind. Der Prototyp (4X-WIN, Seriennummer 4001) der Astra absolvierte seinen Erstflug am 19. März 1984, die erste Serienmaschine im März 1985. Die FAA-Zulassung erfolgte im August 1985. 1986 wurden die ersten Exemplare ausgeliefert.
Die Ursprungsversion 1125 Astra wurde 1989 durch die Astra SP ersetzt und in 37 Exemplaren gebaut.
Die dritte Variante wurde zunächst als Astra Galaxy bezeichnet. Später erhielt sie den Namen Astra SPX und flog erstmals im August 1994. Dieses Modell erhielt im September 2002 die neue Bezeichnung Gulfstream G100, nachdem Gulfstream den Rechteinhaber Galaxy Aerospace im Mai 2001 übernommen hatte. Die G100 wurde weiterhin von IAI in Israel gebaut, der Innenausbau erfolgte allerdings in den USA.
Seit 2005 steht eine nochmals überarbeitete Version zur Verfügung, die unter dem Namen G150 angeboten wird. Die Entwicklung dieser Version wurde im September 2002 bekannt gegeben. Sie besitzt einen vergrößerten Rumpf und kann statt sechs nun acht Passagiere aufnehmen. Als Antrieb dienen TFE731-Triebwerke, mit denen eine Reisegeschwindigkeit von Mach 0,75 und eine Reichweite von 5000 km erreicht werden. Für die U.S. Air Force ist die Militärvariante C-38 Courier vorgesehen, mit der die veralteten C-21 Learjet abgelöst werden sollen.
Gulfstream gab am 28. September 2016 bekannt, die Produktion des Musters einzustellen, die letzte Auslieferung einer G150 ist für Mitte 2017 geplant.

## Militärische Nutzer
Eritrea 1
 Israel 1
 Indien 1
 Vereinigte Staaten
- US Air Force

## Technische Daten
| Kenngröße            | Daten                                                             |
| -------------------- | ----------------------------------------------------------------- |
| Besatzung            | 2                                                                 |
| Passagiere           | 6–9                                                               |
| Länge                | 16,94 m                                                           |
| Spannweite           | 16,05 m                                                           |
| Höhe                 | 5,53 m                                                            |
| Startmasse           | 11.839 kg                                                         |
| Reisegeschwindigkeit | 826 km/h                                                          |
| Reichweite           | 5760 km                                                           |
| Triebwerke           | zwei Mantelstromtriebwerke Garrett TFE731-3B-1100G mit je 16,2 kN |

## Sonstiges
Seit 2002 setzt das Forschungsprojekt „DOTSTAR“ in Taiwan ein solches Flugzeug für Flüge um Taifune herum ein. Dabei werden sogenannte Dropsondes abgeworfen, die während des Absinkens Echtzeitdaten aus dem Inneren von tropischen Wirbelstürmen liefern, die Satelliten so nicht erlangen können. Das DOTSTAR-Flugzeug fliegt derzeit die einzigen Taifun-Missionen im Pazifik. 1987 hatte die US Navy ihre Flüge von Guam aus aufgegeben.
Die Gulfstream G100 ist eines von drei Flugzeugen, die in der Krimiserie „Criminal Minds“ eingesetzt werden.